# Ernst Busch (skådespelare)

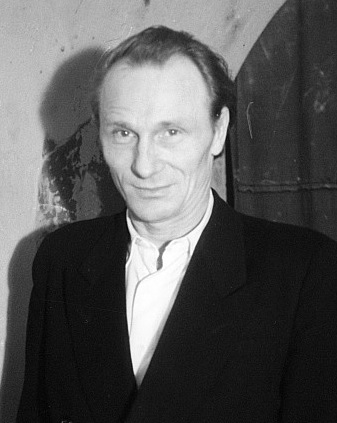
Ernst Busch

Friedrich Wilhelm Ernst Busch, född 22 januari 1900 i Kiel, död 8 juni 1980 i Östberlin, var en tysk skådespelare, sångare och regissör.
Busch, som var kommunist, flydde efter nazisternas maktövertagande 1933 Tyskland med Gestapo hack i häl och bosatte sig under några år i Sovjetunionen. 1937 anslöt han sig till Internationella brigaderna i kampen för den spanska demokratin.
Efter andra världskrigets slut bosatte sig Busch i Östtyskland där han blev en mycket framgångsrik skådespelare och sångare. Busch grundade 1947 skivmärket Amiga. Efter hans död fick teaterhögskolan i Östberlin namnet Hochschule für Schauspielkunst Ernst Busch.